# كورت باوم
كورت باوم (بالإنجليزية: Kurt Baum؛ بالألمانية: Kurt Baum) هو مغني أوبرا ألماني وأمريكي، ولد في 15 مارس 1908 في براغ في التشيك، وتوفي في 27 ديسمبر 1989 في نيويورك في الولايات المتحدة.

## وصلات خارجية
- كورت باوم على موقع مونزينجر (الألمانية)
- كورت باوم على موقع ميوزك برينز (الإنجليزية)
- كورت باوم على موقع ديسكوغز (الإنجليزية)